# Georg Agricola-Denkmünze
Die Georg Agricola-Denkmünze ist eine von der Gesellschaft Deutscher Metallhütten- und Bergleute (GDMB) im Jahr 1924 gestiftete silberne Gedenkmünze, die im Andenken an den Begründer der modernen Mineralogie und Bergbaukunde Georgius Agricola verliehen wird. Sie wird für hervorragende Leistungen auf den Gebieten des Metallhütten- oder Bergwesens vergeben. Die Preisträger werden durch gemeinsamen Beschluss des Präsidiums und des Beirats der GDMB ernannt.

## Preisträger
Der Preis wurde ab 1924 zunächst unregelmäßig, ab 2004 jährlich verliehen.
- 1924 Ferdinand Heberlein
- 1925 Carl Schiffner
- 1927 Wilhelm Bornhardt
- 1930 Eduard Zintgraff
- 1937 Curt Pasel
- 1941 Felix Warlimont
- 1949 Paul Ferdinand Hast
- 1950 Otte Proske
- 1951 Eero Mäkinen
- 1952 Friedrich Johannsen
- 1957 Ferdinand Friedenburg
- 1958 Erich Böhne
- 1962 Stephen W. K. Morgan, Karl Kaup
- 1966 Fritz Herbst, Heinrich Schackmann
- 1967 Hans Ginsberg, Max Maczek
- 1968 Hans Röver
- 1969 Klaus Seiffert
- 1970 Paul Ramdohr
- 1972 Hellmut Ley, Friedrich-Wilhelm Wrigge
- 1973 Hans Fritzsche
- 1975 Günter Dorstewitz
- 1976 Boris Tougarinoff
- 1978 Per Gudmar Kihlstedt
- 1979 Kurt J. E. Meyer
- 1982 Günther Saßmannshausen
- 1984 Gerd Glatzel, Otto Hahn
- 1986 Franz Pawlek
- 1987 Hans Messerschmidt
- 1990 Arno Singewald
- 1992 Arvi Parbo
- 1994 Birgit Breuel
- 1996 Rolfroderich Nemitz
- 1998 Günter B. L. Fettweis, Heinz Hoberg
- 2000 Dieter Henning, Roland Kammel
- 2002 Friedrich-Wilhelm Wellmer
- 2004 Joachim Krüger
- 2005 Werner Marnette, Peter Paschen
- 2006 Rainer Slotta
- 2007 Willi Heim
- 2008 Klaus Hein
- 2009 Heinz Walter Wild
- 2010 Hans-Peter Behrendt
- 2011 Reinhard Schmidt
- 2012 Kurt Ehrke
- 2013 Hans Schneider
- 2014 Heinz-Peter Schlüter
- 2015 Bronislaw Barchanski
- 2016 Kunibert Hanusch
- 2017 Helmut Antrekowitsch, Norbert L. Piret
- 2018 Emanuel Grün
- 2019 Reinhard Döpp
- 2021 Hans Jacobi